# Masayoshi Haneda

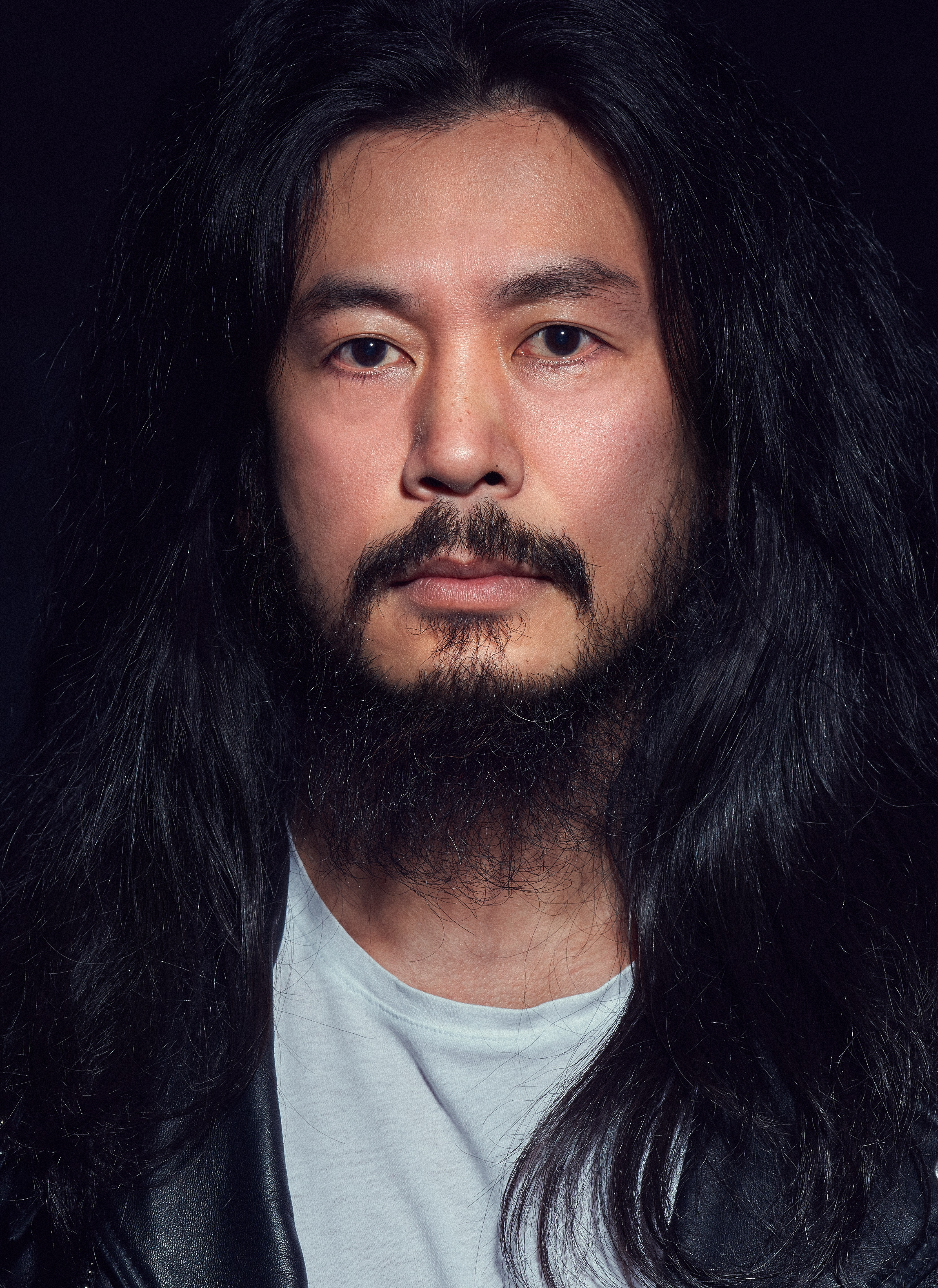
Masayoshi Haneda (2016)

Masayoshi Haneda (jap. 羽田昌義 Haneda Masayoshi, * 13. November 1976 in Chiyoda, Präfektur Tokio) ist ein japanischer Film- und Theaterschauspieler.

## Leben und Karriere
Masayoshi Haneda entschied sich bereits in jungen Jahren eine Schauspielkarriere anzustreben. Von 1999 bis 2000 besuchte er das United Performers’ Studio in Tokio, mit welchem er in zahlreichen Stücken, etwa von Yoko Narahashi, auf der Bühne stand. Nach dem Abschluss nahm er weiterhin an Schauspielworkshops teil, etwa auch in New York City. 2003 wurde er für den Film Last Samurai als Stuntschauspieler verpflichtet.
Seine erste Schauspielrolle vor der Kamera übernahm er 2002 mit einer Rolle im Film Der letzte Feldzug der Samurai. Nach einigen Auftritten in japanischen Filmen, darunter House of Dead, Godzilla: Final Wars und Memories of Matsuko, konnte er mit der Zeit auch in international erfolgreichen Produktionen mitwirken. So spielte er 2006 eine kleine Nebenrolle in der deutsch-französisch-indisch-japanisch-schweizerischen Independent-Verfilmung Valley of Flowers, die nach ihrer Veröffentlichung in Programmen zahlreicher Filmfestspiele lief. 2008 war Haneda in der amerikanisch-japanischen Komödie The Ramen Girl in der Rolle des Yuki zu sehen. 2012 folgte als Takahashi eine kleine Rolle im Film Emperor – Kampf um den Frieden. 2013 spielte er die Nebenrolle des Samurai Yasuno in 47 Ronin.
2014 war Haneda in der Rolle des Takeda im Military-Science-Fiction-Film Edge of Tomorrow zu sehen. 2018 übernahm er in der zweiten Staffel der HBO-Thriller-Serie Westworld die Rolle des Tanaka.

## Privates
Während eines Bühnenauftritts 2007 lernte Haneda die Singer-Songwriterin Hitomi Furuya, die unter ihrem Künstlernamen Hitomi bekannt ist, kennen. Sie heirateten am 11. Juli 2008. Im Jahr 2011 ließen sie sich scheiden, nachdem sie bereits sechs Monate lang getrennt voneinander lebten.

## Filmografie (Auswahl)
- 2003: Der letzte Feldzug der Samurai (When the Last Sword Is Drawn)
- 2004: House of Dead (あゝ！一軒家プロレス)
- 2004: Marebito
- 2004: Yuda
- 2004: Godzilla: Final Wars (ゴジラ ファイナルウォーズ,)
- 2005: Memories of Matsuko (Kiraware Matsuko no Isshō)
- 2006: Valley of Flowers
- 2008: The Ramen Girl
- 2011: Deddobôru
- 2012: Emperor – Kampf um den Frieden (Emperor)
- 2013: 47 Ronin
- 2014: Edge of Tomorrow
- 2018: Colette
- 2018: Westworld (Fernsehserie, 2 Episoden)
- 2020: Minamata
- 2022: Tokyo Vice (Fernsehserie)